# Rønbækskolen
Rønbækskolen er en skole i Hinnerup bygget i 1970 . Rønbækskolen ligger på adressen Ådalsvej 100. Skolen har 686 elever, heraf gennemsnitligt 23,7 elever per klasse . Skolen har gennemgået en omfattende renovering i årene 2017 til 2019 til en værdi af 28.250.000 kr .
Skolen præsterer bedre end landsgennemsnittet på centrale parameter som f.eks. trivsel, fravær og videre uddannelse . 